# Atelopus guanujo
Atelopus guanujo — вид жаб рода Atelopus из семейства Bufonidae. Эндемик Эквадора, возможно, уже вымер. Обитает в субтропических или тропических влажных горных лесах. Виду угрожает потеря среды обитания.
Как и многие другие виды рода Atelopus, она была доведена до почти полного или полного вымирания эпидемией хитридиомикоза. В 2021 году был обнаружен дикий самец вроде бы принадлежащий к этому виду. Это был первый живой представитель вида, найденный за почти 33 года. Однако этот самец оказался темнее по цвету, чем ранее известные особи, и высказывались предположения, что он потенциально является гибридом A. guanujo и Atelopus ignescens. Самец содержался в неволе в Центре исследований амфибий Джамбату, пока велись поиски самки. Была найдена дикая самка, но из-за плохого приема сотовой связи, задержавшего сообщение в Центр, ее вскоре выпустили. Самец вскоре умер в неволе, хотя его сперма была сохранена. Более поздние исследования ДНК окружающей среды показали, что A. guanujo все еще может сохраняться в природе при очень низкой плотности популяции.